# بارنتس کریک (کنتاکی)
بارنتس کریک (به انگلیسی: Barnetts Creek) یک منطقهٔ مسکونی در ایالات متحده آمریکا است که در شهرستان جانسون، کنتاکی واقع شده‌است. بارنتس کریک ۱۹۲٫۹۴ متر بالاتر از سطح دریا واقع شده‌است.